# Lost at Sea (film, 1926)
Pour plus de détails, voir Fiche technique et Distribution.
Lost at Sea est un film muet américain réalisé par Louis J. Gasnier, sorti en 1926.

## Synopsis
Richard Lane part en Afrique pendant cinq ans après le mariage de sa petite amie Natalie avec Norman Travers. Travers, qui se lasse de la vie de famille et néglige sa femme et son fils, se lance dans une liaison avec Nita Howard, danseuse de cabaret. Lorsque le navire de Travers est déclaré perdu en revenant d'Europe, Lane entend la nouvelle et décide de revenir et de regagner l'affection de Natalie. Bientôt Lane développe aussi une affection pour Bobby, le fils de Natalie, et elle accepte de l'épouser. Travers, cependant, est sauvé d'une île déserte et refuse d'accorder le divorce à Natalie. Lane trouve Travers assassiné et pensant que Natalie est coupable, il se rend à la police. Elle nie sa culpabilité, mais le chef des détectives découvre que Nita Howard est la meurtrière. Lane peut désormais se marier avec Natalie.

## Fiche technique
- Titre original : Lost at Sea
- Réalisation : Louis J. Gasnier
- Scénario : Esther Shulkin, d'après le roman Mainspring de Louis Joseph Vance
- Direction artistique : Edwin B. Hills
- Photographie : Milton Moore, Mack Stengler
- Montage : James C. McKay
- Production : Phil Goldstone
- Société de production : Tiffany Productions
- Société de distribution : Tiffany Productions
- Pays d'origine :  États-Unis
- Langue originale : anglais
- Format : Noir et blanc  — 35 mm — 1,33:1 — Film muet
- Genre : drame
- Durée : 7 bobines
- Dates de sortie : États-Unis : 1er septembre 1926

## Distribution
- Huntley Gordon : Richard Lane
- Lowell Sherman : Norman Travers
- Jane Novak : Natalie Travers
- Natalie Kingston : Nita Howard
- Billy Kent Schaefer : Bobby Travers
- Joan Standing : Olga
- Will Walling : Détective en chef